# Georgi Părvanov
Georgi Sedefčov Părvanov (in bulgaro Георги Седефчов Първанов?; Sirištnik, 28 giugno 1957) è un politico bulgaro, Presidente della Bulgaria dal 2002 al 2012.

## Biografia

### Orientamento politico
È a favore dell'adesione bulgara alla NATO e all'Unione europea. Di storia socialista, dopo la sua elezione si è dimesso dal Partito Socialista Bulgaro (BSP), in quanto in Bulgaria i presidenti della repubblica non possono essere membri di un partito.
Nel suo programma elettorale si presentava come un presidente "sociale", con un'attenzione verso i poveri, i disoccupati e le persone più svantaggiate. Parvanov contribuì attivamente alla formazione della coalizione tripartita tra socialisti (BSP), liberali (NDSV) e il partito della minoranza turca (DPS) che formò il governo il 16 agosto 2005.
È diventato presidente battendo il predecessore, Petăr Stojanov, alle elezioni presidenziali del novembre 2001.

### Studi e carriera accademica
Dopo il diploma alla Scuola scientifica di Pernik nel 1975, si è laureato all'Università di Sofia in Storia nel 1981 ed è entrato come ricercatore nell'Istituto di Storia del Partito Comunista Bulgaro. Nel 1988 ha ottenuto il Dottorato in Storia e l'anno dopo è stato nominato Ricercatore anziano aggiunto.

### Carriera politica
Aderì nel 1981 all'allora Partito Comunista Bulgaro, l'attuale Partito Socialista Bulgaro (il partito cambiò nome nel 1990) di cui divenne Vicepresidente nel 1994 e Presidente nel 1996. È stato a capo del Gruppo Parlamentare per l'Amicizia con la Grecia e membro del Comitato Parlamentare in radio e televisione dal 1994 al 1997; ha ricoperto i ruoli di Presidente del Gruppo Parlamentare dei Democratici di Sinistra e del Gruppo parlamentare di Coalizione per la Bulgaria dal 1997 al 2001. Con le elezioni del novembre 2001 è stato eletto Presidente della Repubblica di Bulgaria e si è insediato il 22 gennaio 2002. Da maggio 2001 è membro della Società Internettiana Bulgara.
Nell'ottobre 2006 si è ripresentato candidato alla presidenza della repubblica ed è stato rieletto al secondo mandato ottenendo il 75,9% dei voti.

## Pubblicazioni
Ha pubblicato decine di articoli scientifici, monografie e libri, tra cui:
- Dimităr Blagoev e il problema nazionale bulgaro 1879-1917 (1988)
- Da Buzludja al Teatro Corona. Un tentativo di rilettura del periodo socialdemocratico del BSP (1995)
- La socialdemocrazia bulgara e la questione macedone, dalla fine del diciannovesimo secolo al 1918 (1997)
- Prima e dopo il decimo (2001).

## I servizi segreti
Nel 2006 ha ammesso che prima del 1989 i Servizi segreti bulgari avevano un dossier per lui, sotto lo pseudonimo di Gotse. Il dossier, come molti altri dei servizi segreti, non è mai stato pubblicato e non è elemento sufficiente per dire che Părvanov fosse un agente segreto; le persone che hanno potuto leggerlo hanno reso dichiarazioni contrastanti riguardo al suo contenuto. Secondo Părvanov, il dossier contiene solo informazioni da lui fornite ai servizi segreti in veste di storico, in relazione a un'opera riguardante fatti avvenuti un centinaio di anni prima.

## Le elezioni del 2006
Al primo turno delle elezioni, il 22 ottobre, Părvanov, presidente in carica, ha ottenuto il 64,047% di voti, davanti al capo ultranazionalista Volen Siderov, con il 21,486%; questi è tuttavia passato comunque al ballottaggio, poiché la legge bulgara prevede un'affluenza di almeno il 50% perché un presidente sia eletto al primo turno, mentre l'affluenza del primo turno era stata del 42.51%.
Il secondo turno ha visto una nettissima vittoria di Părvanov, con circa il 75,9% dei voti. Părvanov è così divenuto il primo presidente bulgaro a essere democraticamente rieletto per un secondo mandato. L'affluenza alle urne del secondo turno è stata del 41,11%.

## Vita privata
È sposato con Zorka Părvanova e ha due figli.